# Arnaud i Jean-Marie Larrieu
Els germans Arnaud i Jean-Marie Larrieu són dos cineastes francesos (directors i guionistes), nascuts respectivament el 31 de març de 1966 i el 8 d'abril de 1965 a Lorda (Alts Pirineus).

## Biografia
Arnaud Larrieu i el seu germà Jean-Marie van desenvolupar la passió pel cinema molt aviat gràcies a un avi originari dels Alts Pirineus que va rodar pel·lícules de muntanya en format 16 mm. D'adolescents, al seu torn van filmar a Super 8, abans d'estudiar filosofia i després cinema a la universitat. Des de finals de la dècada de 1980, els germans Larrieu van rodar nombrosos curtmetratges que van girar per festivals, com Les Baigneurs (1991) i Bernard ou les apparitions (1993).
Van passar dos anys perfeccionant el guió del seu primer llargmetratge, Fin d'été (1999), la història del retrobament entre un informàtic a l'atur i el seu ancià pare de seixanta-vuit anys. El 2000, van dirigir Mathieu Amalric a La Brèche de Roland, una història d'una caminada familiar que es converteix en un ajustament de comptes. Aquest migmetratge amb el seu encant peculiar va ser molt notat a la Quinzena de Cineastes durant el 53è Festival Internacional de Cinema de Canes.
Tres anys després, el mateix actor va protagonitzar el segon llargmetratge dirigit pels germans Larrieu, Un homme, un vrai, al costat d'Hélène Fillières, que els cineastes ja havien dirigit al curt Madonna à Lourdes (2001). Amb cançons originals de Philippe Katerine, aquesta comèdia, en què els germans Larrieu descriuen l'evolució d'una parella al llarg de diversos anys, multiplicant les ruptures de to, desperta l'entusiasme de la crítica. “La nostra idea sempre ha estat filmar cossos en el paisatge o cossos com paisatges”, van declarar els directors al diari Libération.
A la primavera del 2004 els dos germans van produir el documental Les fenêtres sont ouvertes per a France 3, tant un retrat dels seus pares com un autoretrat, dibuixat pels llocs i cases on vivien.
Aleshores, els germans Larrieu van marxar cap als Alps per rodar Peindre ou faire l'amour. Beneficiant-se d'un repartiment d'alta gamma (amb Daniel Auteuil, Sabine Azéma, Sergi López i Amira Casar), aquesta pel·lícula hedonista, tractant de la l'intercanvi de parelles, es presenta a competició al 58è Festival Internacional de Cinema de Canes.
Dos anys més tard, van tornar al seu territori preferit per Le Voyage aux Pyrénées, una pel·lícula plena d'esdeveniments i fantasies inesperats, de nou amb Sabine Azéma que interpreta al costat de Jean-Pierre Darroussin. La pel·lícula va ser presentada a la Quinzena dels Realizadors durant el 61è Festival Internacional de Cinema de Canes.
L'estiu següent, els germans van fer una gira Els últims dies del món, adaptació de la novel·la homònima de Dominique Noguez, publicada el 1991. Fotografiada per Thierry Arbogast, la pel·lícula segueix l'odissea romàntica de Robinson Laborde (Mathieu Amalric) a la recerca de Laetitia, sublim bellesa andrògina d'origen dominicà (Omahyra Mota), a través de França, Espanya, Canadà i Taiwan, devastada per una sèrie de desastres sanitaris i ecològics. Catherine Frot, Karin Viard, Clotide Hesme i Sergi Lopez completen el repartiment d'aquesta road movie apocalíptica amb un to alhora hedonista i melancòlic. La banda sonora és de Léo Ferré. La pel·lícula es va estrenar al Festival de Locarno a Piazza Grande el 9 d'agost de 2009. Després de la seva estrena el 19 d'agost de 2009 va ser un fracàs de taquilla però, ha guanyat una reputació creixent al llarg dels anys entre alguns cinèfils. « És per aquesta moralitat, tant modesta (oferint un espectacle meravellós) com orgullosa (l'aspecte, el risc), que reconeixem les pel·lícules que realment compten, escriu Jean-Baptiste Morain a l'estrena de Els últims dies del món a Les Inrockuptibles, mentre que Pierre Murat evoca “2h10 d'avorriment i maldestreça”» a Télérama.
El 2012, els germans van adaptar la novel·la de Philippe Djian, Incidences, publicada per Gallimard el 2010. La pel·lícula es titula L'amor és un crim perfecte. Troben Mathieu Amalric en el paper principal, així com Karin Viard, envoltada de Maïwenn, Sara Forestier i Denis Podalydès. La pel·lícula està rodada als Alps nevats, entre Megève i Lausana a Suïssa. Descrita com un "thriller sentimental", la pel·lícula segueix les tribulacions de Marc, un professor de literatura aplicada, sospitós d'haver segrestat un dels seus alumnes. L'escenari futurista de l'EPFL té un paper central en la història. «Aquest lloc funciona (...) com la metàfora de la pel·lícula. És com un cervell, obert a l'exterior, un lloc on tothom es pot mirar, vigilar-se, diuen els germans Larrieu. La pel·lícula es va presentar al Festival de Toronto el setembre de 2013, després al festival de Sant Sebastià dues setmanes després. Distribuïda per Gaumont, es va estrenar el gener de 2014. L'estiu següent es va crear una versió cinematogràfica de la pel·lícula pel grup Caravaggio que va crear la banda sonora de la pel·lícula.
L'estiu del 2014, els dos germans van filmar 21 nuits avec Pattie  amb Isabelle Carré i Karin Viard, juntament amb André Dussollier, Sergi Lopez i Denis Lavant. El rodatge té lloc als boscos de la Muntanya Negra a Aude. Mentre escolta les històries molt crues de Pattie (Karin Viard) explicant les seves aventures sexuals als balls del poble, Caroline (Isabelle Carré) investiga la desaparició del cos de la seva mare que va tenir lloc el dia abans del seu enterrament. Tant assolellada com nocturna, la pel·lícula es mou lliurement entre la comèdia, el conte i el thriller, destacant el desig femení com a font de ficció jubilosa i una desfilada des passions tristes. La pel·lícula es va estrenar deu dies després dels atemptats terroristes del 13 de novembre de 2015. No obstant això, va tenir una gran acollida crítica i de públic.
El setembre de 2020, els germans Larrieu estan filmant Tralala, una comèdia musical ambientada a Lorda. Aquesta és la primera vegada que tornen a la seva ciutat natal per a un llargmetratge. Retroben Mathieu Amalric per cinquena vegada acompanyat aquest cop per Josiane Balasko, Mélanie Thierry i Maïwenn. Les cançons de la pel·lícula estan compostes per Philippe Katerine, Bertrand Belin, Jeanne Cherhal, Dominique A i Étienne Daho. La coreògrafa Mathilde Monnier signa les coreografies. La pel·lícula es va presentar a Canes en selecció oficial fora de competició, en projecció a mitjanit, el 13 de juliol de 2021.

## Filmografia
Llevat que s'indiqui el contrari, la següent filmografia concerneix tant a Arnaud com a Jean-Marie Larrieu.

### Com a directors i guionistes

#### Curtmetratges i mitjans
- 1987 : Court voyage (migmetratge) - només Jean-Marie Larrieu
- 1988 : Temps couvert (curtmetratge) - només Arnaud Larrieu
- 1991 : Les Baigneurs (migmetratge) - només Jean-Marie Larrieu
- 1993 : Bernard ou Les apparitions (curtmetratge) - només Arnaud Larrieu
- 2001 : Madonna à Lourdes (curtmetratge)
- 2001 : La Brèche de Roland (migmetratge)
- 2007 : Les Comédiennes (Persévère dans ton être) i Les Comédiennes (À chacune sa rue) (curtmetratges de la col·llectció Talents Cannes 2007)

#### Documentals
- 1992 : Ce jour-là (migmetratge)
- 2005 : Les fenêtres sont ouvertes
- 2015 : Une nuit avec Pattie

#### Llargmetratges
- 1999 : Fin d'été
- 2003 : Un homme, un vrai
- 2005 : Peindre ou faire l'amour
- 2008 : Le Voyage aux Pyrénées
- 2009 : Els últims dies del món
- 2013 : L'amor és un crim perfecte
- 2015 : Vingt et une nuits avec Pattie
- 2021 : Tralala
- 2024 : Le Roman de Jim

### Com a muntadors
- 1987 : Court voyage (migmetratge)
- 1988 : Temps couvert (curtmetratge)
- 1991 : Les Baigneurs (migmetratge)
- 1992 : Ce jour-là (migmetratge documental)
- 1993 : Bernard ou Les apparitions (curtmetratge)

### Com a directors de fotografia
- 1987 : Court voyage (migmetratge)
- 1988 : Temps couvert (curtmetratge) - només Jean-Marie Larrieu
- 1992 : Ce jour-là (migmetratge documental)
- 2002 : Le Voyage express au Mans, curtmetratge d'Annette Dutertre - només Arnaud Larrieu
- 2005 : Les fenêtres sont ouvertes (documental)

### Com ajudant de director
- 1990 : Le Provincial de Christian Gion - només Jean-Marie Larrieu
- 1990 : Connemara de Louis Grospierre - només Jean-Marie Larrieu

## Distincions

### Premis
- Festival de Pantin 2000 : Premi del Públic i menció del jurat per La Brèche de Roland
- Festival de Cinema de Torí 2003: Menció especial al millor guió per Un homme un vrai
- XLII Festival Internacional de Cinema Fantàstic de Catalunya 2009 : Premi de la Crítica José Luis Guarner i Premi Carnet Jove Fantàstic[31] per Els últims dies del món
- Festival de Cinema de Sant Sebastià 2015: Premi del Jurat al millor guió per 21 nuits avec Pattie
- Premi Jean-Vigo 2020 : Premi d'Honor Jean-Vigo per tota la seva obra

### Nominacions i seleccions
- 51è Festival Internacional de Cinema de Canes - Programació Acid : selecció per Fin d’été
- 53è Festival Internacional de Cinema de Canes - Quinzena de Cineastes : selecció per La brèche de Roland
- New Directors/New Films – Edicio Nova York 2001 : selecció per La brèche de Roland
- 58è Festival Internacional de Cinema de Canes - selecció oficial en competició : selecció per Peindre ou faire l'amour
- 61è Festival Internacional de Cinema de Canes - Quinzena de Cineastes : selecció per Le voyage aux Pyrénées
- 62è Festival Internacional de Cinema de Canes - selecció Piazza Grande : selecció per Els últims dies del món
- Festival de Toronto 2009 : selecció per Els últims dies del món
- Festival de Toronto 2013 : selecció per L'amor és un crim perfecte
- Festival Internacional de Cinema de Sant Sebastià 2013: selecció per L'amor és un crim perfecte
- 21a cerimònia dels Lumières : nominació al Lumière al millor guió per 21 nuits avec Pattie
- 74è Festival Internacional de Cinema de Canes – selecció oficial fora de competició: Tralala

## Taquilla
| Pel·lícula                        | França           |
| --------------------------------- | ---------------- |
| Peindre ou faire l'amour (2005)   | 683.070 entrades |
| L'amor és un crim perfecte (2013) | 382.222 entrades |
| 21 nuits avec Pattie (2015)       | 338.327 entrades |

- Fonts : JPBox-Office.com[32] i la base de dades Lumière.[28]